# Luboš Liška
Luboš Liška (* 23. února 1944) je bývalý český fotbalový brankář.

## Hráčská kariéra
V československé lize chytal za VCHZ Pardubice, aniž by skóroval. Debutoval v neděli 11. srpna 1968 v Pardubicích proti Lokomotívě Košice a zároveň se mu podařilo udržet první čisté konto v nejvyšší soutěži (výhra 4:0). Naposled nastoupil ve čtvrtek 15. května 1969 v Ostravě proti domácímu Baníku (výhra 3:0).

### Prvoligová bilance
| Ročník             | Zápasy | Góly | Minuty | Nuly | Klub              |
| ------------------ | ------ | ---- | ------ | ---- | ----------------- |
| I. liga 1968/69    | 16     | 0    | 1 220  | 5    | TJ VCHZ Pardubice |
| CELKEM I. ČS. LIGA | 16     | 0    | 1 220  | 5    |                   |